# Meroux
Meroux è un comune francese di 836 abitanti situato nel dipartimento del Territorio di Belfort nella regione della Borgogna-Franca Contea.
Unito al comune di Moval nella municipalità di Meroux-Moval dal 15 luglio 1972 al 1º gennaio 1997.

## Posizione
Il paese è situato a 6 km a sud-est di Belfort, a un'altezza media di 360 metri.  il suo territorio, d'una superficie di 885 ettari, è attraversato dalla linea ferroviaria che collega Belfort a Delle.

## Società

### Evoluzione demografica
Abitanti censiti

## Infrastrutture e trasporti
Nel comune è presente la stazione Stazione di Belfort-Montbéliard TGV della linea TGV.